# Talau
Talau ([tə'law]) és un poble de la comuna d'Aiguatèbia i Talau, a la comarca del Conflent, de la Catalunya del Nord. Fins al 1983 mantingué comuna pròpia.
L'antic terme de Talau és situat a la zona sud-est i est de l'actual terme al qual pertany. Representa el 36,78% de la seva superfície.

## Etimologia
Joan Coromines, en el seu Onomasticon Cataloniæ, explica que aquest topònim procedeix del mot cèltic talatḭu, derivat de l'arrel talo (front), amb el sufix -ate/-atio.

## El poble de Talau

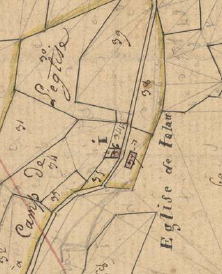
Talau en el Cadastre napoleònic del 1812 (Arxius Departamentals dels Pirineus Orientals)

Talau, el poble que fins al 1983 fou cap d'una comuna pròpia, està situat al nord-est del centre de la comuna, a prop del termenal amb Orellà. És un poble molt petit (pràcticament només l'església parroquial de Sant Esteve) i a penes quatre cases més, el terme del qual tenia també els nuclis de població de Toèvol, Moncles, els Plans i Cabrils, el darrer ara reduït a un sol mas.

## Història

### Edat mitjana
És esmentat al 874 com a Villa Talatio, en una acta d'adquisició del nounat monestir de Sant Andreu d'Eixalada; és documentat Talacho el 876 i Talazo el 985. Posteriorment, el 1011 apareix en una relació de béns de l'abadia de Sant Miquel de Cuixà, hereva de l'extint monestir d'Eixalada. Ja de ben antic, Talau fou un dels punts importants de la Vall del Foc, vertebrada pel camí de Bagà (que unia Oleta i Creu al Capcir). A més de Talau, la vall aplegava (en un sentit ampli) els llogarets de Moncles, Toèvol, els Plans, Trapa, Cabrils i Ocenys (aquest darrer, en tot cas, a la vall d'Èvol, no pas a la del Cabrils: és a l'actual terme d'Orellà).

### Edat Moderna
La importància relativa dels pobles de la vall és indicada en una distribució de censals del 1715: a Toèvol, els Plans i Moncles els toca pagar 22 sous cadascun; Cabrils se'n surt amb 11, i Talau en paga trenta-tres.

### Edat Contemporània
Lentament, la vall anà despoblant-se, i l'1 de gener del 1983, Talau va ser annexat a Aiguatèbia, conjuntament amb el mas de Cabrils i els llogarets de Moncles, Toèvol i els Plans, que formaven part de l'antic terme de Talau.

## Demografia

### Demografia antiga
La població està expressada en nombre de focs (f) o d'habitants (h)
| 15 f | 15 f | 8 f | 5 f | 14 f | 8 f | 90 h | 18 f |

(Fonts: Pélissier, 1986.)
Nota:
- 1789: per a La Vall del Feu, Talau i Moncles.

### Demografia contemporània
| Evolució de la població |      |      |      |      |      |      |      |      |
| 1793                    | 1794 | 1800 | 1804 | 1806 | 1820 | 1826 | 1831 | 1836 |
| 111                     | 116  | 110  | 114  | 123  | 128  | 150  | 145  | 150  |

| 1841 | 1846 | 1851 | 1856 | 1861 | 1866 | 1872 | 1876 | 1881 |
| ---- | ---- | ---- | ---- | ---- | ---- | ---- | ---- | ---- |
| 145  | 125  | 127  | 132  | 137  | 139  | 134  | 119  | 109  |

| 1886 | 1891 | 1896 | 1901 | 1906 | 1911 | 1921 | 1926 | 1931 |
| ---- | ---- | ---- | ---- | ---- | ---- | ---- | ---- | ---- |
| 108  | 105  | 72   | 89   | 85   | 76   | 46   | 43   | 40   |

| 1936 | 1946 | 1954 | 1962 | 1968 | 1975 | 1982 |
| ---- | ---- | ---- | ---- | ---- | ---- | ---- |
| 44   | 49   | 39   | 42   | 25   | 12   | 15   |

Fonts: Ldh/EHESS/Cassini fins al 1999, després INSEE a partir deL 2004
A partir de l'1 de gener del 1983 la seva població queda integrada en la de la nova comuna d'Aiguatèbia i Talau.